# Eman
Eman, pseudonimo di Emanuele Aceto (Catanzaro, 25 giugno 1983), è un cantante italiano.

## Biografia
Pubblica il suo album di debutto intitolato Amen il 19 febbraio 2016, al quale segue in estate una serie di concerti sul territorio nazionale. Ad agosto 2016 prende parte al Festival dell'Aurora insieme a Morgan.
Il 19 aprile 2019 esce il suo secondo disco intitolato Eman. A maggio dello stesso anno partecipa al Concerto del Primo Maggio in onda su Rai 3. In estate intraprende un tour a livello nazionale. A dicembre è ospite nella trasmissione radiofonica Rai Radio2 Social Club.

## Discografia

### Album in studio
- 2016 – Amen
- 2019 – Eman

### EP
- 2022 – Distratto

### Singoli
- 2015 – Giorno e notte
- 2015 – Amen
- 2016 – Chiedo scusa
- 2016 – Il mio vizio
- 2018 – Icaro
- 2018 – Milano
- 2018 – Tutte le volte
- 2019 – Giuda
- 2022 – Il matto
- 2022 – Cobalto
- 2022 – L'alba